# Philippe Jurgensen
Pour les articles homonymes, voir Jurgensen.
Philippe Jurgensen, né le 18 septembre 1944 à Mâcon, est un haut fonctionnaire français, inspecteur général des finances honoraire.

## Biographie

### Jeunesse et études
Philippe Jurgensen est le fils de Jean-Daniel Jurgensen et de Marie-Rose Treffot. Il est diplômé de l'Institut d'études politiques de Paris. Il y prépare le concours de l'École nationale d'administration, où il est admis au sein de la promotion Jean-Jaurès.

### Parcours professionnel
En 1969, Philippe Jurgensen entre à l'Inspection générale des finances comme inspecteur des finances. En 1973, il est chargé de mission au cabinet du ministre de l’Économie et des Finances. 
En 1974, il est nommé chef de bureau au Trésor, d'abord aux aides à l'export, puis au financement de l'économie. En 1979, il devient sous-directeur aux affaires multilatérales au Trésor. En 1982, il est chef du service des affaires internationales du Trésor au ministère de l'Économie, des finances et du budget, puis directeur des relations économiques extérieures (DREE) au ministère de l’Économie, des finances et du budget à partir de 1985.
En 1987, Philippe Jurgensen est nommé administrateur-directeur général du Comptoir des entrepreneurs et PDG de CDE-Banque. En 1989, il devient directeur général de la Caisse française de développement (aujourd’hui Agence française de développement) et des instituts d’émission d’outre-mer, et président de PROPARCO. De 1995 à 1996, Philippe Jurgensen est le PDG de la Sofaris (Société française de garantie des financements des PME). En 1996, il devient le PDG de l’Agence nationale de valorisation de la recherche jusqu'en juillet 2004, date à laquelle il devient président de la CCAMIP (renommée Autorité de contrôle des assurances et des mutuelles (ACAM) par la loi du 15 décembre 2005) jusqu'en 2010, date à laquelle l'ACAM fusionne avec la Commission Bancaire pour constituer l'Autorité de contrôle prudentiel et de résolution (ACPR).
En 2005, il a été nommé président exécutif de la section française de la Ligue européenne de coopération économique (LECE) Il assure cette position 13 ans avant de laisser la présidence à Olivier Klein, en janvier 2018 ; il est également, depuis 2003, président de la commission économique et sociale internationale de la LECE.
De 2010 à 2014, Philippe Jurgensen a présidé le Conseil d'orientation de la lutte contre le blanchiment de capitaux et le financement du terrorisme (COLB).

### Autres responsabilités
Philippe Jurgensen enseigne l'économie à l’Institut d'études politiques de Paris, jusqu'en 2014. Il y est notamment responsable d'un cours de politique économique avec Daniel Lebègue. Ce cours est édité sous forme d'ouvrage en 1985, sous le titre de Le Trésor et la politique financière. 
Philippe Jurgensen est membre de la Société d'économie politique.
Jusqu’en juin 2005, il a été secrétaire général du comité interministériel Eurêka, initiative intergouvernementale de soutien à la coopération technologique européenne,. De 1997 à 1999, il a été membre du Conseil économique et social français.
De 1982 à 85, puis de 1989 à 1995, il a été administrateur de la Banque européenne d'investissement.
De 1984 à 1985, il a été président du club de Paris.
Entre 1979 et 1985, il a été membre du Comité monétaire européen. 
Il a également été administrateur d’Havas, de la CGE (Compagnie générale d’électricité), de Matra, du CNES, de Dassault, du Crédit Lyonnais, de Paribas, d’Indosuez, de SIPAREX, et de l’IFRI (Institut français des relations internationales).

## Ouvrages
- Philippe Jurgensen et Daniel Lebègue, Le Trésor et la politique financière (cours à l'Institut d'études politiques de Paris), éditions Les Cours de droit, Paris, 1985, 3 volumes de 58 p., 175 p. et 316 p., [pas d'ISBN], (BNF 34979683). – Réédition : éditions Les Cours de droit, Paris, 1986, 2 volumes de 760 p. (pagination globale), [pas d'ISBN], (BNF 34970140). – Réédition : éditions Montchrestien, coll. « Domat économie » Paris, 1988, 1 volume de 669 p.  (ISBN 2-7076-0387-2), (BNF 34957409).
- Écu, naissance d’une monnaie, éditions Jean-Claude Lattès, 1991, 344 p.  (ISBN 2-7096-0992-4), (BNF 35419981) – Ouvrage lauréat du Prix de l’Académie des sciences morales et politiques – Fondation Limantour, et du prix Turgot, 1992.
- L'Euro pour tous, éditions Odile Jacob, Paris, février 1998, 312 p.-12 p. de planches illustrées,  (ISBN 978-2-7381-0556-1), (BNF 36199427).
- Le Guide de l'euro pour tous, éditions Odile Jacob, Paris, septembre 2001, 504 p.  (ISBN 978-2-7381-1026-8), (BNF 37742701).
- L'Erreur de l'Occident face à la mondialisation, éditions Odile Jacob, Paris, mars 2004, 437 p.  (ISBN 978-2-7381-1402-0), (BNF 39146537).
- L'Économie verte, éditions Odile Jacob, février 2009, 336 p.  (ISBN 978-2-7381-2249-0), [pas de notice BN-Opale Plus] - Ouvrage lauréat du Prix Veolia de l'environnement 2010.

En outre, Philippe Jurgensen a collaboré régulièrement à la webradio Canal Académie de 2005 à 2015

## Distinctions
- Commandeur de la Légion d'honneur
- Commandeur de l'Ordre national du Mérite

## Vie privée
Philippe Jurgensen a été le premier époux de Françoise Chandernagor, avec qui il a eu trois fils. II a épousé en secondes noces Dominique Crivelli, avocate.